# Törvesholm
Törvesholm är en ö i Finland. Den ligger i Skärgårdshavet och i kommunen Pargas i den ekonomiska regionen  Åboland i landskapet Egentliga Finland, i den sydvästra delen av landet. Ön ligger omkring 60 kilometer väster om Åbo och omkring 210 kilometer väster om Helsingfors.
Öns area är 45 hektar och dess största längd är 1,2 kilometer i nord-sydlig riktning. Ön höjer sig omkring 30 meter över havsytan.